# Canarium cestracion
Canarium cestracion är en tvåhjärtbladig växtart som beskrevs av Leenh.. Canarium cestracion ingår i släktet Canarium och familjen Burseraceae. Inga underarter finns listade i Catalogue of Life.